# Choloepus hoffmanni
El perezoso didáctilo de Hoffmann (Choloepus hoffmanni) es una especie de mamífero placentario del orden Pilosa propia de Centroamérica y Sudamérica. Es un animal solitario, nocturno y arborícola, que habita en la selva secundaria y desarrollada y en los bosques caducifolios. Con su peluda piel, grandes garras y movimientos deliberados, los perezosos de dos dedos no se confunden con ningún otro animal. Estos animales, de 5 a 7 kg y de aproximadamente 60 cm de largo, tienen el tamaño perfecto para moverse por la copa de los árboles de su selvático hábitat. Fue declarado cómo símbolo nacional de Costa Rica, representando la fauna de este país.

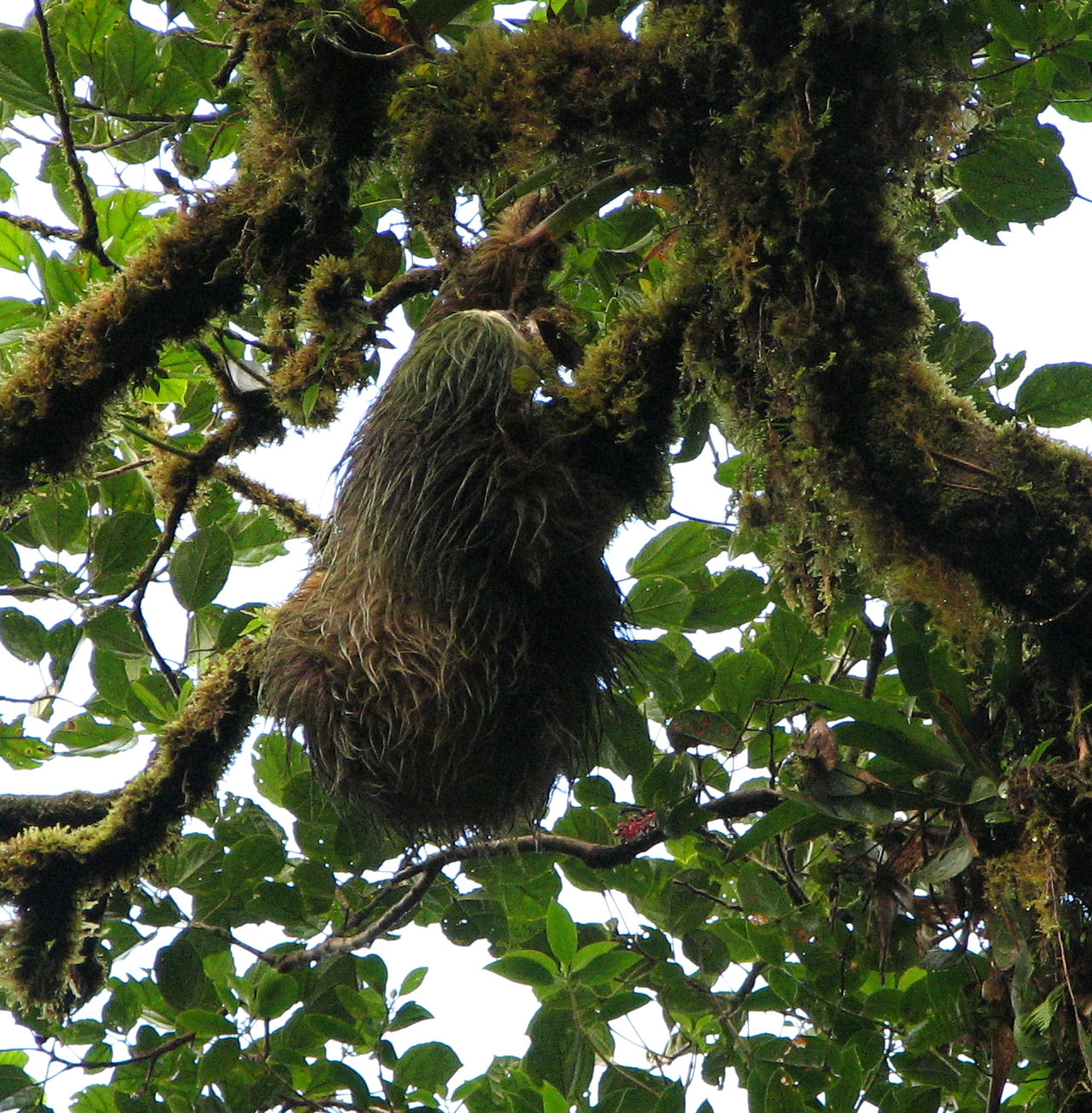
C. h. hoffmanni

## Distribución
El perezoso de dos dedos se encuentra en una cubierta forestal en Centro y Sur América, desde el sur de Nicaragua hasta Bolivia, y desde el este del Perú hasta Brasil.

## Comportamiento
El perezoso de dos dedos pasa la mayor parte del tiempo en árboles, aunque pueden viajar por el suelo para llegar a otro árbol y son capaces de nadar. Son estrictamente nocturnos y se mueven lentamente sobre la cubierta en la noche para mascar hojas. El nombre perezoso significa lento, pero los movimientos lentos de este animal son en realidad una adaptación para sobrevivir con una dieta de baja energía basada en hojas. Estos perezosos tienen la mitad de la velocidad del metabolismo de un mamífero del mismo tamaño. Los perezosos tienen una vista y oído muy pobre por lo que la mayoría del tiempo se basan en tocar y oler para conseguir alimento.
Los perezosos de dos dedos cuelgan de las ramas de los árboles suspendidos por sus grandísimas garras, que son de dos o tres centímetros de largo. Los perezosos algunas veces son encontrados colgando de los árboles después de muertos. Casi todo lo que un perezoso hace, incluyendo, comer, dormir, aparearse  y parir, lo hacen colgados de las ramas de los árboles. Las únicas veces que los perezosos son encontrados correctamente de pie es cuando van al suelo a defecar, y esto solo lo hacen una vez cada 5 días.
Los perezosos descienden aproximadamente una vez cada ocho días para defecar en el suelo. La razón y el mecanismo detrás de este comportamiento han sido debatidos durante mucho tiempo entre los científicos. Existen al menos cinco hipótesis: 1) fertilizar árboles cuando las heces se depositan en la base del árbol; 2) cubrir las heces y evitar la depredación; 3) comunicación química entre individuos; 4) recoger nutrientes traza en sus garras, nutrientes que luego son ingeridos; y 5) favorecer una relación mutualista con las poblaciones de polillas de su pelaje. Más recientemente ha surgido una nueva hipótesis, la cual presenta evidencia en contra de las anteriores y propone que todos los perezosos actuales desciendes de especies que defecaban en el suelo, y simplemente no se ha dado suficiente presión selectiva para abandonar ese comportamiento, ya que los casos de depredación al defecar son en realidad muy escasos.

## Depredadores
Los perezosos tienen muchos depredadores como el jaguar, el puma,  el ocelote , el águila arpía y la anaconda. Si se sienten amenazados, pueden defenderse cortando al depredador con sus grandes garras o mordiéndole con sus afilados dientes. Sin embargo, la forma principal de defenderse de los perezosos es evitar ser atacado en primer lugar. El perezoso de dos dedos puede sobrevivir a heridas que podrían ser fatales para los mamíferos de su tamaño. La lentitud del perezoso delibera movimientos, les resulta difícil a los depredadores divisarlo a distancia. Su hogar en la copa de los árboles está fuera del alcance de los depredadores. Su larga y gruesa piel también los protege del sol y la lluvia. Su piel, a diferencia de la de otros mamíferos, sube del vientre hacia arriba, no de arriba hacia el vientre. Es así, porque cuando llueve y están colgados boca arriba la lluvia se desliza fácilmente por su piel.

## Reproducción
Las hembras pueden vivir en grupos, mientras que el macho es solitario. En la selva hay 11 veces más hembras que machos. Las hembras dan a luz a un solo descendiente después de 11,5 meses de gestación. El recién nacido será atendido al menos por 9 meses y debe quedarse cerca de su madre por lo menos 2 años. Los perezosos de dos dedos alcanzan su madurez a los 4 a 5 años.

## Dieta
Aunque los perezosos de dos dedos comen ocasionalmente frutas y flores, casi toda su dieta está compuesta de hojas de árboles. Ellos usan sus labios para rasgar su comida y la mastican con sus dientes, que no tienen esmalte y están en constante crecimiento.

## Estado de conservación
La destrucción de hábitats probablemente causa una reducción de la población de osos perezosos de dos dedos. Pero existe una pequeña información confiable en el número de animales salvajes.